# Allothunnus fallai
Allothunnus fallai (atún lazón) es una especie de pez perciforme de la familia Scombridae.

## Descripción
Los machos pueden llegar alcanzar los 105 cm de longitud total y los 13,7 kg de peso.